# Nene Valley Railway

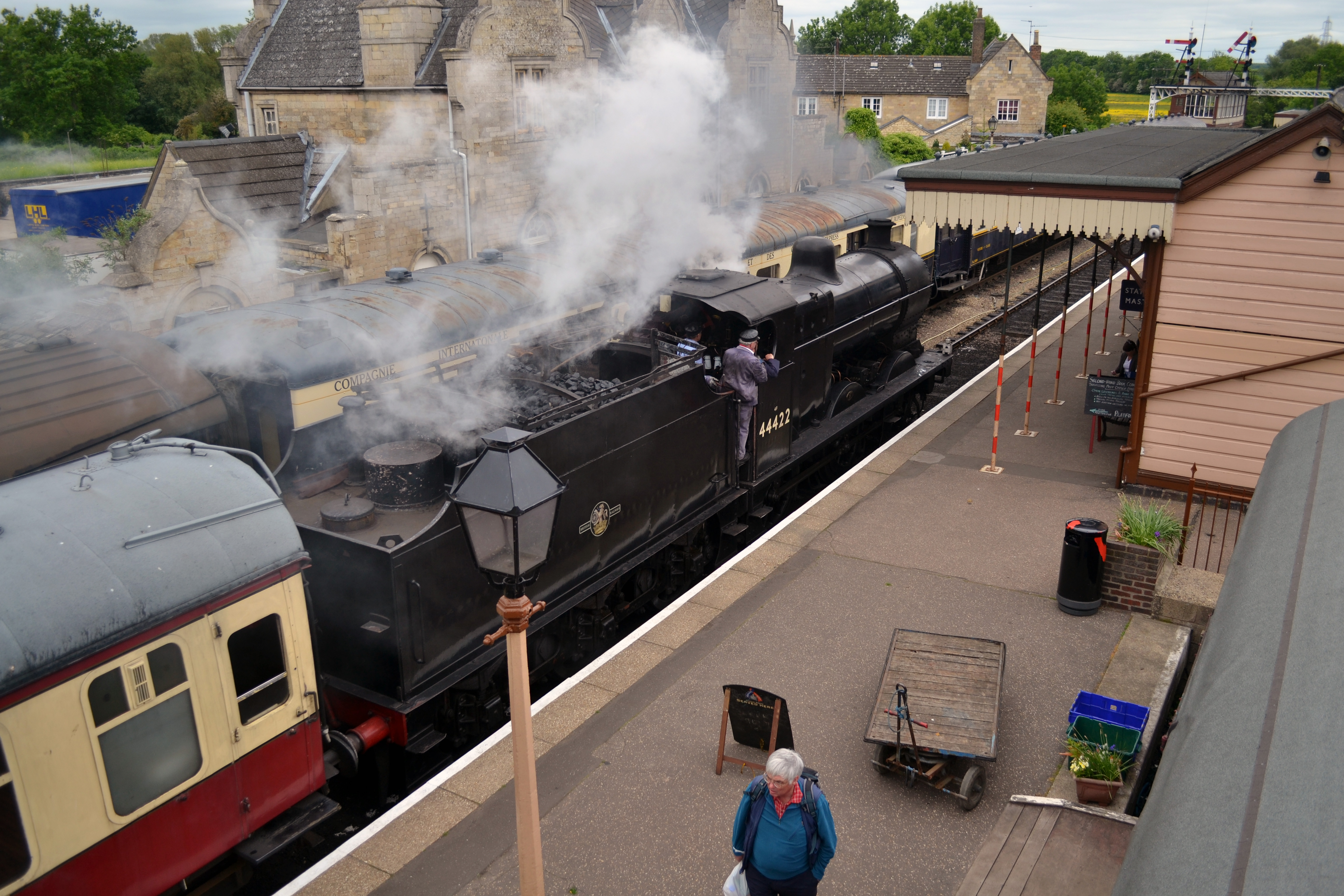
Ein Zug der Nene Valley Railway im Bahnhof Wansford

Die Nene Valley Railway ist eine normalspurige Museumsbahn in England. Sie führt seit 1977 Fahrbetrieb durch und hat ihren Ausgangspunkt in der Stadt Peterborough im ostenglischen Cambridgeshire. Betriebsmittelpunkt ist der Bahnhof von Wansford, etwa 10 km westlich von Peterborough. Die Strecke verläuft im namensgebenden Tal des River Nene.

## Geschichte
Die Strecke der Nene Valley Railway war ursprünglich die erste Eisenbahnstrecke, die Peterborough erreichte. Die zur London and Birmingham Railway (L&BR) gehörende Northampton and Peterborough Railway eröffnete ihren Betrieb zwischen den beiden namensgebenden Städten am 2. Juni 1845. 1879 erbaute die London and North Western Railway (LNWR), in der die L&BR ein Jahr nach Eröffnung der Strecke aufgegangen war, eine westlich von Wansford am Abzweig Yarwell Junction abzweigende Strecke nach Seaton, mit der eine direkte Verbindung zwischen Peterborough und Rugby hergestellt wurde. Ab 1922 gehörten die Strecken zur London, Midland and Scottish Railway, ab 1948 zu British Railways. Die Verbindung zwischen Rugby und Peterborough diente als Nebenfernstrecke mit Zügen zwischen East Anglia und den Midlands, Birmingham und Wales, die vor allem für den Ferienverkehr zu den ostenglischen Seebädern Bedeutung hatte. Im Güterverkehr war sie vor allem während beider Weltkriege wichtig.
Im Zuge der Beeching-Axt stellte British Railways den Betrieb auf den Strecken westlich von Peterborough schrittweise ein. Zum 4. Mai 1964 endete der Personenverkehr zwischen Northampton und Wansford, der Güterverkehr zwei Jahre später. 1966 endete am 6. Juni auch der verbliebene Personenverkehr zwischen Rugby und Peterborough. Bis 1972 verkehrten noch auf einem Teilabschnitt westlich von Peterborough bis Oundle Güterzüge.
1973 konnte die Peterborough Railway Society (PRS) von British Rail den stillgelegten Bahnhof von Wansford pachten und dort ihre Fahrzeugsammlung unterbringen. Ein Jahr später erwarb die Peterborough Development Corporation (PDC) die Strecke zwischen dem Abzweig Longville Junction im Westen von Peterborough und Yarwell Junction und verpachtete sie an die PRS. Ostern 1974 konnte in Wansford das Wansford Steam Centre eröffnet werden. In den Folgejahren wurde die Strecke zwischen Wansford und Longville Junction für den Personenverkehr hergerichtet und als Light Railway im Juni 1977 zwischen Wansford und Orton Mere in Betrieb genommen. 1984 änderte die PRS auch offiziell ihren Namen in Nene Valley Railway. Schließlich konnte am 24. Mai 1986 durch Prinz Edward die Strecke an ihrem Ostende wieder bis zu einem neuen Bahnhof Peterborough Nene Valley südlich des Bahnhofs von Peterborough an der East Coast Main Line eröffnet werden. 2007 folgte ein neuer Bahnhof Yarwell Junction am westlichen Streckenende. An der früheren Verzweigung der beiden Strecken nach Northampton und Rugby gab es bis dahin keinen Bahnhof, die Museumszüge hatten zuvor nach Durchfahren des Wansford Tunnel westlich des Bahnhofs Wansford ohne Fahrgastwechsel die Rückfahrt angetreten.

## Fahrplan
Die Nene Valley Railway fährt nicht täglich, Fahrbetrieb findet meist an Wochenenden, im Sommerhalbjahr mindest einmal pro Monat, oder zu speziellen Anlässen statt. Je nach Fahrtag werden drei bis vier Fahrtenpaare angeboten. Im Regelfall beginnen die Fahrten in Wansford und führen nach Kopfmachen in Yarwell Junction nach Peterborough und zurück bis Wansford. Es ist aber auch möglich, die Züge an den Zwischenbahnhöfen Orton Mere und Overton for Ferry Meadows zu besteigen oder zu verlassen. Alle Züge verkehren mit Buffetwagen, angeboten werden zudem anlassbezogen spezielle Themenzüge.

## Lokomotiven

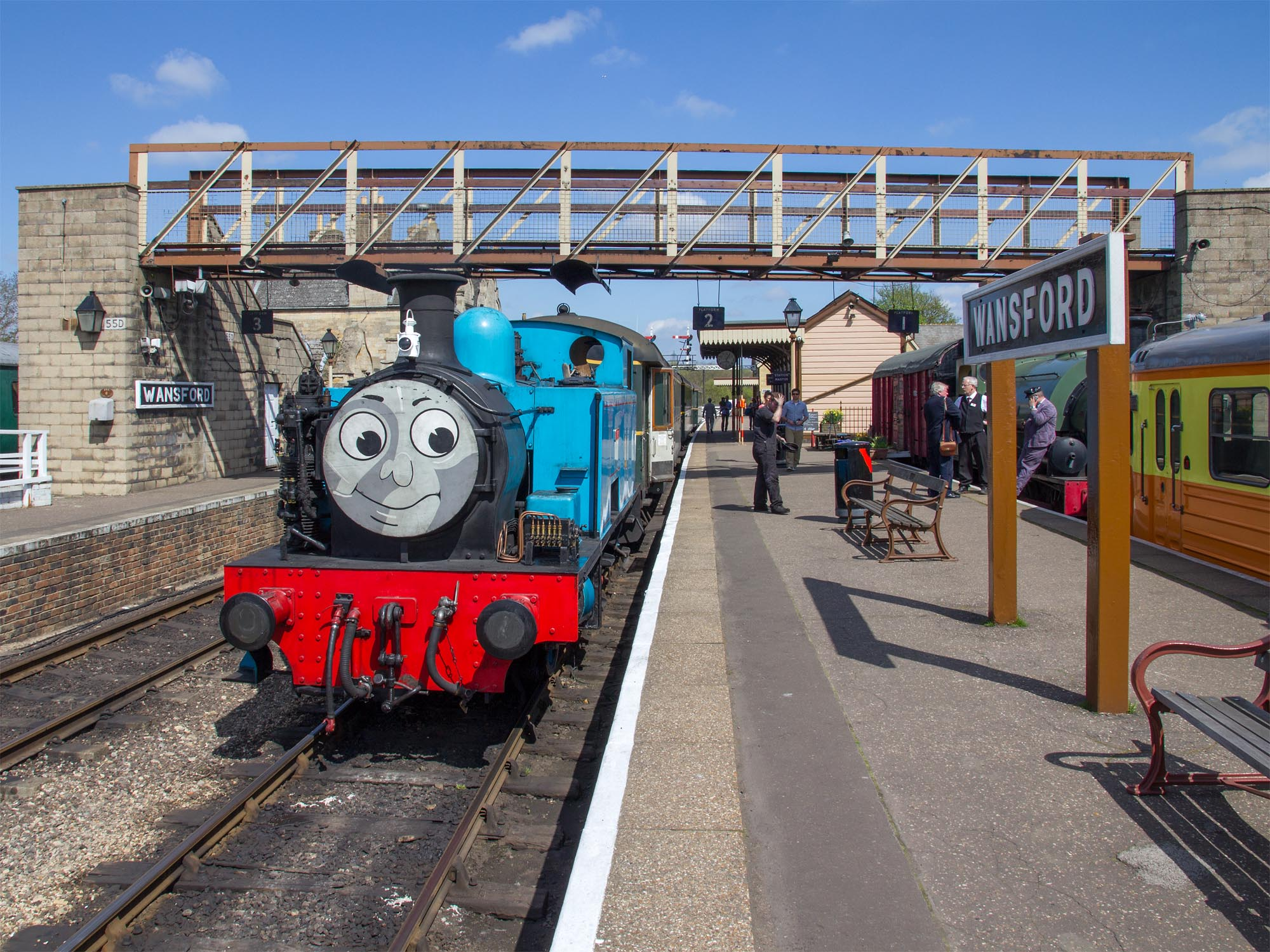
Lokomotive 1800 Thomas in Wansford

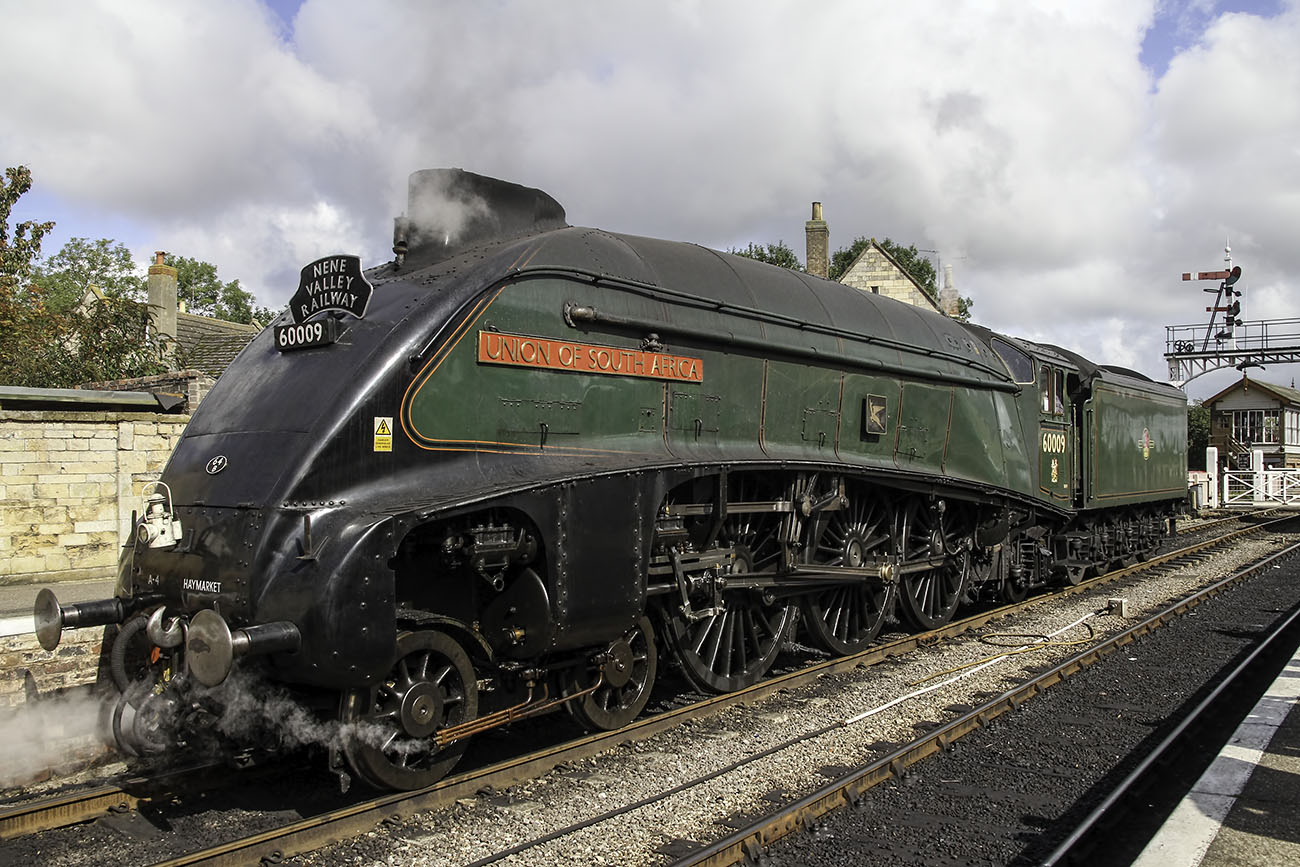
Lokomotive 60009 Union of South Africa als Gastlokomotive auf der Nene Valley Railway

Zur Inbetriebnahme der Nene Valley Railway war es den Betreibern nicht möglich gewesen, eine betriebsbereite britische Dampflokomotive zu erwerben. Die Nene Valley Railway machte aus der Not eine Tugend und nahm ihren Betrieb mit für britische Verhältnisse „exotischen“ Lokomotiven vom europäischen Kontinent auf. Da die Strecke der Nene Valley Railway früher zweigleisig gewesen war, konnte im Zuge der Einrichtung der Museumsbahn die Einhaltung des kontinentaleuropäischen Lichtraumprofils relativ einfach gewährleistet werden. Bereits 1976 hatte ein englischer Eisenbahnfan in Dänemark die Lokomotive 656 der Reihe DSB F (II) erworben und der Nene Valley Railway zur Verfügung gestellt. Die Lokomotive zählt inzwischen zum Bestand der Museumsbahn und wird unter anderem für Führerstandsmitfahrten eingesetzt. Als Thomas the Tank Engine eingesetzt wird die Tenderlokomotive 1800, die 1947 von Hudswell Clarke für die Zuckerfabrik in Peterborough erbaut wurde und von dieser der Nene Valley Railway 1973 überlassen wurde. Zum aktiven Bestand (Stand 2025) gehört zudem ein polnischer Vierkuppler vom Industrietyp Fablok TKp T2D Śląsk. Derzeit nicht betriebsbereit ist unter anderem die Lokomotive 73050 City of Peterborough der BR-Standardklasse 5. Dagegen wurde die mehrere Jahre auf der Strecke eingesetzte Lokomotive 64 305 der DR-Baureihe 64 im Jahr 2023 zurück nach Deutschland verkauft und steht seitdem im Bayerischen Eisenbahnmuseum in Nördlingen.
Ebenfalls zum Bestand zählen Diesellokomotiven und Triebwagen. Mit Stand 2025 fahrbereit sind unter anderem die Lokomotive 45041 der BR-Klasse 45, ein Pacer-Triebwagen, ein schwedischer Y7 sowie ein Exemplar des High Speed Train (HST).
Auf der Nene Valley Railway waren im Laufe der Jahre viele weitere Lokomotiven gastweise im Einsatz, so unter anderem die LNER A3 4472 Flying Scotsman, beide erhaltenen Exemplare der BR-Standardklasse 7 (Britannia Class), Lokomotiven der LNER-Klasse A4 sowie der 2008 fertiggestellte Nachbau 60163 Tornado der LNER-Klasse A1.

## Sonstiges
Die Strecke der Nene Valley Railway diente in diversen Filmen als Kulisse, so in den Folgen Der blaue Express und Mord im Orient-Express der britischen Fernsehserie Agatha Christie’s Poirot. Mehrfach fand die Strecke Verwendung für Dreharbeiten zu James-Bond-Filmen, so 1982 für Octopussy und 1995 für Goldeneye.